# とんねるずの手打ちライブ
「とんねるず NO TEUCHI ライヴ　東京ドーム"ビッグ・エッグ"」は、とんねるずの3本目・4本目のライブ・ビデオグラム。
本作はPART 1とPART 2に分けられ、1989年12月27日（PART 1）と1990年1月21日（PART 2）にポニーキャニオンから発売された。

## 解説
1989年11月7日に東京ドームで開催されたライブを収録。

## 収録曲

### PART 1
1. Are You Ready
後に「かっとびたいぜ Hey Girl」と改題され『ほのちゃんにはがはえた。』に収録された。
2. 夢芝居
梅沢富美男のカバー曲。
3. YOUNG MAN（Y.M.C.A）
西城秀樹のカバー曲。
4. 一気!
5. 青年の主張
6. 天使の恥骨
7. 寝た子も起きる子守唄
8. YAZAWA
9. 森のおねぼうプーさん
10. KATAGI
11. そこはかとなく揺らめきハート
12. 母子家庭のバラード
13. なお、あなたを…
14. 18金の夜
15. ブラックキャッツ!

### PART 2
1. 人情岬
2. 雨の西麻布
3. 歌謡曲
4. 嵐のマッチョマン
5. 炎のエスカルゴ
6. やぶさかでない
7. おらおら
8. FIGHT!
9. 夜も遅いから
10. あした天気になーれ
11. 迷惑でしょうが…